# Krishna Bahadur Basnet (Leichtathlet, 1983)
Krishna Bahadur Basnet (* 19. Oktober 1983) ist ein nepalesischer Leichtathlet, der sich auf den Langstreckenlauf spezialisiert hat.

## Sportliche Laufbahn
Erste internationale Erfolge feierte Krishna Bahadur Basnet im Jahr 2011, als er beim Kathmandu-Marathon nach 2:34:44 h auf dem dritten Platz einlief. 2014 nahm er erstmals an den Asienspielen im südkoreanischen Incheon teil und erreichte dort nach 2:27:02 h Rang elf. 2016 wurde er beim Kathmandu-Marathon in 2:21:46 h Zweiter, wie auch im Jahr darauf nach 2:24:15 h. Zudem siegte er 2017 beim Halbmarathon in der nepalesischen Hauptstadt in 1:08:32 h. 2018 siegte er dann erstmals beim Kathmandu-Marathon in 2:22:52 h und nahm anschließend erneut an den Asienspielen in Jakarta teil, konnte dort sein Rennen aber nicht beenden. 2019 startete er bei den Militärweltspielen in Wuhan und erreichte dort nach 2:21:25 h Rang 25.

## Persönliche Bestzeiten
- Halbmarathon: 1:08:32 h, 16. September 2017 in Kathmandu
- Marathon: 2:21:35 h, 27. Oktober 2019 in Wuhan